# 蘭科共和國
兰科-卢森尼亚人民共和国（Руска Народна Република Лемків，罗马化：Ruska Narodna Respublika Lemkiv），常被称作兰科-卢森尼亚共和国、兰科共和国或弗罗林卡共和国，是1918年12月5日建立於弗罗林卡（位于今波蘭東南部的小城鎮），由中央全国委员会主席雅罗斯拉夫·卡茨马尔奇克领导。

## 历史
第一次世界大戰结束、奧匈帝國解體之後。作為一個親俄組織，它在最初就有與俄羅斯共和國統一的傾向，並且反對與西烏克蘭人民共和國統一。當與俄羅斯不可能統一時，該國轉而試圖加入在喀爾巴阡山南坡的喀尔巴阡鲁塞尼亚以做為捷克斯洛伐克的一個自治省。這個計畫後來遭到了喀爾巴阡鲁塞尼亞的行政长官格雷戈里·扎特科维奇）反對。
這個共和國的命運受聖日耳曼條約這個給予了波蘭桑河以西的加利西亞地區的條約和1920年的里加和約所決定。在1920年的三月，蘭科共和國被波蘭政府所終結。
這個國家與東莱姆科维什奇纳的蘭科人建立的短命國家科曼恰共和国不同。科曼恰共和国比蘭科共和國小，立場上親烏克蘭，存在於1918年11月—1919年1月23日。

## 領土
1918年12月5日時，該共和國的成員聲明說：「我們，亦即是這居於加利西亞南部行政單位Nowy Targ、Nowy Sącz、Grybów、Gorlice、Jasło、Krosno和Sanok組成的緊密拓居地上的薩森尼亞人國家，不希望被併入波蘭，並希望共享我們生活在Spiš、Šaryš和Zemplyn區域的薩森尼亞同胞的命運以作為一個在地理上和人種上獨立的單位。」

## 外部連結
- History of the Lemko-Rusyn Republic
- Paul R. Magocsi article on the Lemko Republic （页面存档备份，存于）